# Ala'a Eldin Yousif
Ala'a Eldin Yousif (3 de janeiro de 1982) é um futebolista sudanês que atua como defensor.

## Carreira
Ala'a Eldin Yousif representou o elenco da Seleção Sudanesa de Futebol no Campeonato Africano das Nações de 2012.